# Oliver Hudson
Oliver Rutledge Hudson (Los Angeles, 7 september 1976) is een Amerikaans acteur die begonnen is in de televisieseries My Guide to Becoming a Rock Star en The Mountain. Hudson speelde ook in 15 afleveringen van Dawson's Creek.
Oliver is de broer van collega acteur Kate Hudson, en zoon van Bill Hudson en actrice Goldie Hawn.

## Trivia
- Mensen denken vaak dat Oliver Kevin Federline is.

- Biblioteca Nacional de España: XX4616951
- Bibliothèque nationale de France: cb162534842 (data)
- International Standard Name Identifier: 0000 0001 2314 5462
- Library of Congress Control Number: no2007035014
- Système universitaire de documentation: 185673449
- Virtual International Authority File: 73628656
- WorldCat: E39PBJrWxPgcjcCkqjHc6MMwYP